# Kristin Lewis
Kristin Lewis (* 29. August 1975 in Little Rock, Arkansas) ist eine amerikanische Opernsängerin mit der Stimmlage Lyrischer Sopran.
Lewis absolvierte an der University of Central Arkansas den Bachelor of Arts und der University of Tennessee den Master of Music. In Wien, wo sie seitdem wohnt, setzte sie ihre Gesangsausbildung bei Carol Byers fort. Sie gewann mehrere internationale Gesangswettbewerbe.
Lewis tritt an den bedeutendsten Opernhäusern der Welt, wie der Mailänder Scala, der Pariser Oper, dem Londoner Royal Opera House oder der Wiener Staatsoper auf. Sie wirkt hauptsächlich im italienischen Fach, insbesondere in Opern von Giuseppe Verdi. 2014 gründete sie die Kristin Lewis Foundation, zur Förderung von jungen Musikern aus Arkansas. Sie ist außerdem Konsulin des Roten Kreuzes Österreich.